# Usnati medvjed
Usnati medvjed (lat. Ursus ursinus) je vrsta zvijeri iz porodice medvjeda. Živi na području Indijskog potkontinenta. 

## Izgled
Dug je 140-190 centimetara, s visinom ramena od 60 do 90 centimetara. Prosječna težina usnatog medvjeda je 100 kilograma, iako može varirati između 55 i 190 kilograma. Ženke su manje od mužjaka, te imaju više krzna između ramena. Krzno mu je dugo, raščupano i crne je boje, s malo duljim dlakama na vratu, koje mogu biti duge i do 30 centimetara. Na prsima se nalazi mrlja kremasto-bijele boje u obliku slova V ili Y. Šape su dosta velike, i na njima se nalaze srpaste kandže koje su duge oko 10,5 centimetara. Rep je vrlo dug uspoređujući ga s ostalim medvjedima, oko 16-18 centimetara. Na nogama nema nikakvih dlaka. Gornja usna je izdužena i može se rastegnuti. Prednji kutnjaci i kutnjaci su manji nego kod ostalih vrsta medvjeda. 

## Ponašanje
Usnati medvjed može biti aktivan u bilo koje doba dana, ali najčešće noću. Danju se skriva u spiljama ili u gustoj vegetaciji. Za razliku od drugih medvjeda, ne hibernira, ali je neaktivan za vrijeme velikih kiša. Iako se čini velik i nespretan, izrazito je dobar penjač. Dok se hrani, proizvodi vrlo glasne zvukove, koji se mogu čuti na udaljenosti i do 100 metara.

## Ishrana
Hrani se kukcima, ali najčešće jede termite, koje nalazi pomoću osjetila mirisa. Duge kandže i dug jezik pomažu mu u dobivanju hrane. Osim termita, jede mrave, pčele, plodove, cvjetove, med, ali i strvine, te male kralježnjake.  

## Razmnožavanje
Sezona parenja traje između svibnja i srpnja. Mladi dolaze na svijet u prosincu ili siječnju; gestacija traje oko sedam mjeseci. Najčešće se rodi jedan ili dva mala medvjeda, rijetko tri. Mladi se rode slijepi, vid dobivaju nakon mjesec dana. Neovisni postaju nakon 2-3 godine.

## Vanjske poveznice
- Field Trip Earth  Arhivirana inačica izvorne stranice od 5. travnja 2007. (Wayback Machine) –
- Sloth Bear - Animal Diversity Web